# Substancja obca (gastronomia)
Substancja obca (także: ciało obce) - w gastronomii: substancja lub ciało, które znalazło się w produkcie spożywczym, posiłku lub używce, nie odpowiadające warunkom i normom ich wytwarzania, przygotowywania i podawania. Substancja obca może się znajdować wewnątrz produktu lub na jego powierzchni. Najczęściej są to substancje dodatkowe, zanieczyszczenia techniczne i przypadkowe. Mogą to być np. substancje chemiczne używane przy uprawie i ochronie roślin, fragmenty opakowań, czy martwe lub żywe owady.